# Derek Ibbotson
Derek Ibbotson, född 17 juni 1932 i Huddersfield i West Yorkshire, död 23 februari 2017 i Wakefield i West Yorkshire, var en brittisk friidrottare. Han satte världsrekord i distansen engelsk mil 1957.
Ibbotson blev olympisk bronsmedaljör på 5 000 meter vid sommarspelen 1956 i Melbourne.